# Stellifer
 Stellifer  (lat. „Sternträger“) ist eine Gattung aus der Familie der Umberfische (Sciaenidae). Sie kommt mit 24 Arten im West-Pazifik und Ost-Atlantik vor.

## Merkmale
Stellifer sind längliche Fische mit mehr oder wenig stark seitlich abgeflachtem Körper. Der Kopf ist breit, auf Grund der schwammartig durchlöcherten Sinneskanal-Knochen teilweise durchscheinend – er fühlt sich dennoch hart an, da man die festen Ränder der Sinneskanal-Rinnen beim Anfassen (etwa auf dem Markt) deutlich spürt ("hardheads"). Das Maul ist mittelgroß und waagerecht oder mit hängenden Winkeln. Das Kinn weist keine Barteln auf. Das Auge ist klein bis mittelgroß. Der Vordeckel ist am Rand gesägt und weist meist einen oder mehrere deutliche Stacheln am hinteren Rand auf. Die Dornen der Kiemenreuse sind lang und dünn. Die Rückenflosse ist durch eine tiefe Kerbe zwischen dem vorderen, hartstrahligen und dem hinteren, weichstrahligen Teil fast vollständig geteilt. Die Afterflosse weist zwei Hartstrahlen auf, von denen der zweite lang ist, sowie 8 bis 13 Weichstrahlen.
Im Innenohr finden sich zwei Paar großer Otolithen. Die Schwimmblase ist zweigeteilt, wobei am vorderen Teil zwei, zwischen den Arten variable, Fortsätze ansetzen, während der hintere karottenförmig ist.

## Arten
Die Gattung umfasst 24 Arten:
- Stellifer brasiliensis
- Stellifer chaoi
- Stellifer chrysoleuca
- Stellifer colonensis
- Stellifer ephelis
- Stellifer ericymba
- Stellifer fuerthii
- Stellifer griseus
- Stellifer illecebrosus
- Stellifer lanceolatus
- Stellifer magoi
- Stellifer mancorensis
- Stellifer melanocheir
- Stellifer microps
- Stellifer minor
- Stellifer naso
- Stellifer oscitans
- Stellifer pizarroensis
- Stellifer rastrifer
- Stellifer stellifer
- Stellifer venezuelae
- Stellifer walkeri
- Stellifer wintersteenorum
- Stellifer zestocarus